# Шауенбург
Шауенбург (на немски: Schauenburg) е бивш средновековен замък до град Фридрихрода близо до град Гота в Тюрингер Валд в Тюрингия, Германия.
Построен е сл. 1040 г. от граф Лудвиг Брадати.